# Середньоазійський військовий округ
Середньоазіа́тський військо́вий о́круг (САВО) — одиниця військово-адміністративного поділу у СРСР на території Середньої Азії, один з військових округів, що існував у період з 1926 по 1945 та з 1969 по 1989 на території середньоазіатських республік СРСР.

## Історія

### Командування
- Командувачі:
  - 1926—1928 — Авксентьевський К. О.,
  - 1928—1933 — Дибенко П. Ю.,
  - 1933—1937 — комкор Великанов М. Д.,
  - 1937 — комкор Грязнов І. К.,
  - 1937 — командарм 2-го рангу Локтіонов О. Д.,
  - 1937—1938 — комкор Петровський Л. Г.,
  - 1938—1941 — комкор Апанасенко Й. Р.,
  - 1941 — генерал-майор С. Г. Трофименко,
  - 1941—1944 — генерал-лейтенант П. С. Курбаткін,
  - 1944—1945 — генерал-майор М. Ф. Ліпатов,
  - 1969—1977 — генерал армії Лященко М. Г.,
  - 1977—1980 — генерал-полковник Лушев П. Г.,
  - 1980—1984 — генерал-полковник Язов Д. Т.,
  - 1984—1987 — генерал-полковник Лобов В. Н.,
  - 1987—1989 — генерал-полковник Ковтунов О. В..